# Великая Чечелиевка
Великая Чечелиевка или Большая Чечелиевка (укр. Велика Чечеліївка) — село в Новгородковской поселковой общине Кропивницкого района Кировоградской области Украины.
До 2020 года входило в Новгородковский район
Население по переписи 2001 года составляло 633 человека. Почтовый индекс — 28205. Телефонный код — 5241. Код КОАТУУ — 3523455101.